# La llamada de Cthulhu
La llamada de Cthulhu (The Call of Cthulhu en inglés) es un relato corto en estructura de novelette escrito por H. P. Lovecraft en el año 1926. La obra fue publicada por primera vez en febrero de 1928 por la editorial de pulp Weird Tales. Cthulhu hace su primera aparición en este relato, convirtiéndose en una figura central del ciclo literario de los Mitos de Cthulhu. Para la mayor parte de los críticos es el inicio del horror cósmico de dicho ciclo.

## Argumento

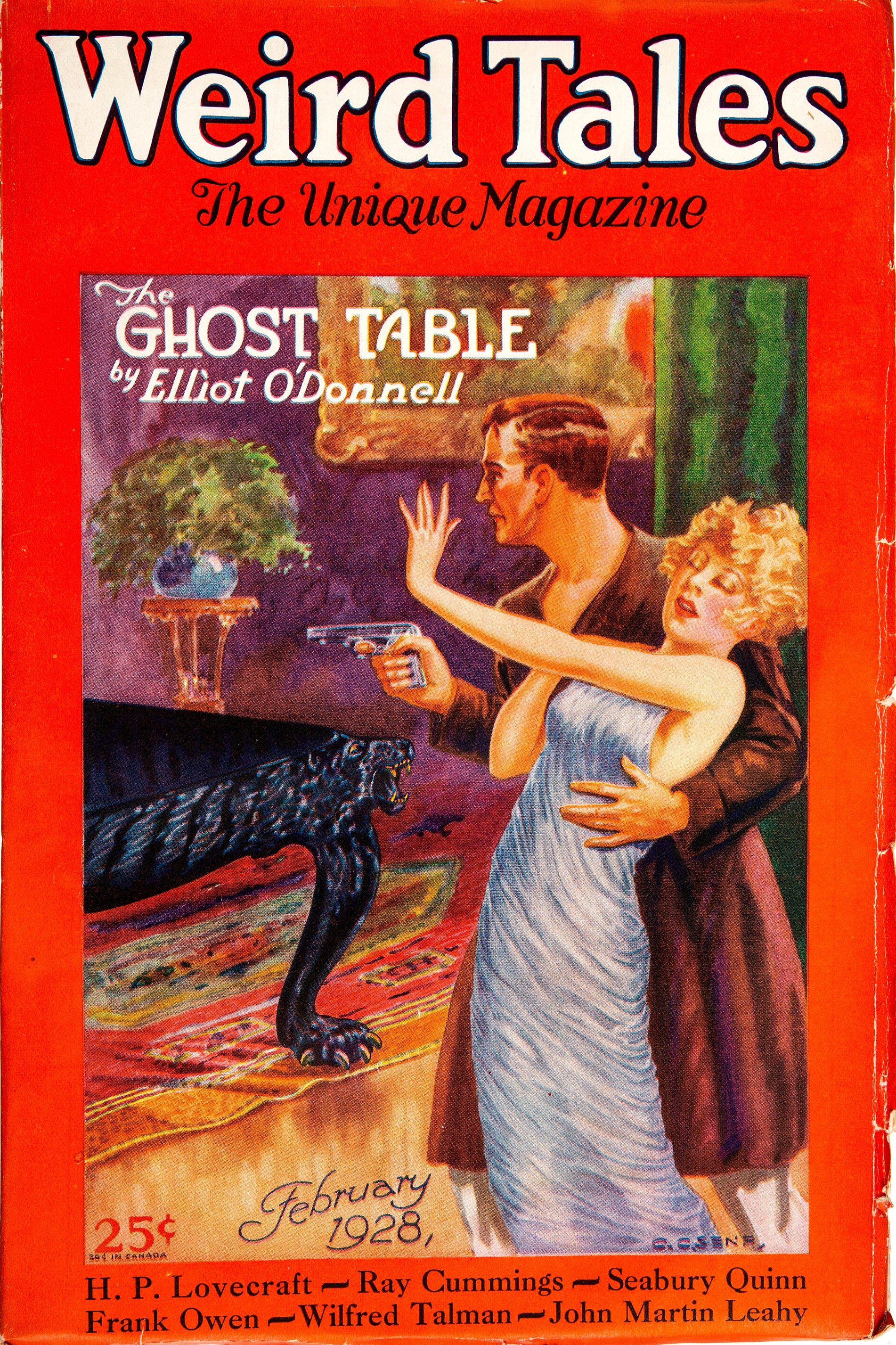
Portada de Weird Tales, número de febrero de 1928 en el que apareció publicado por primera vez The Call of Cthulhu.

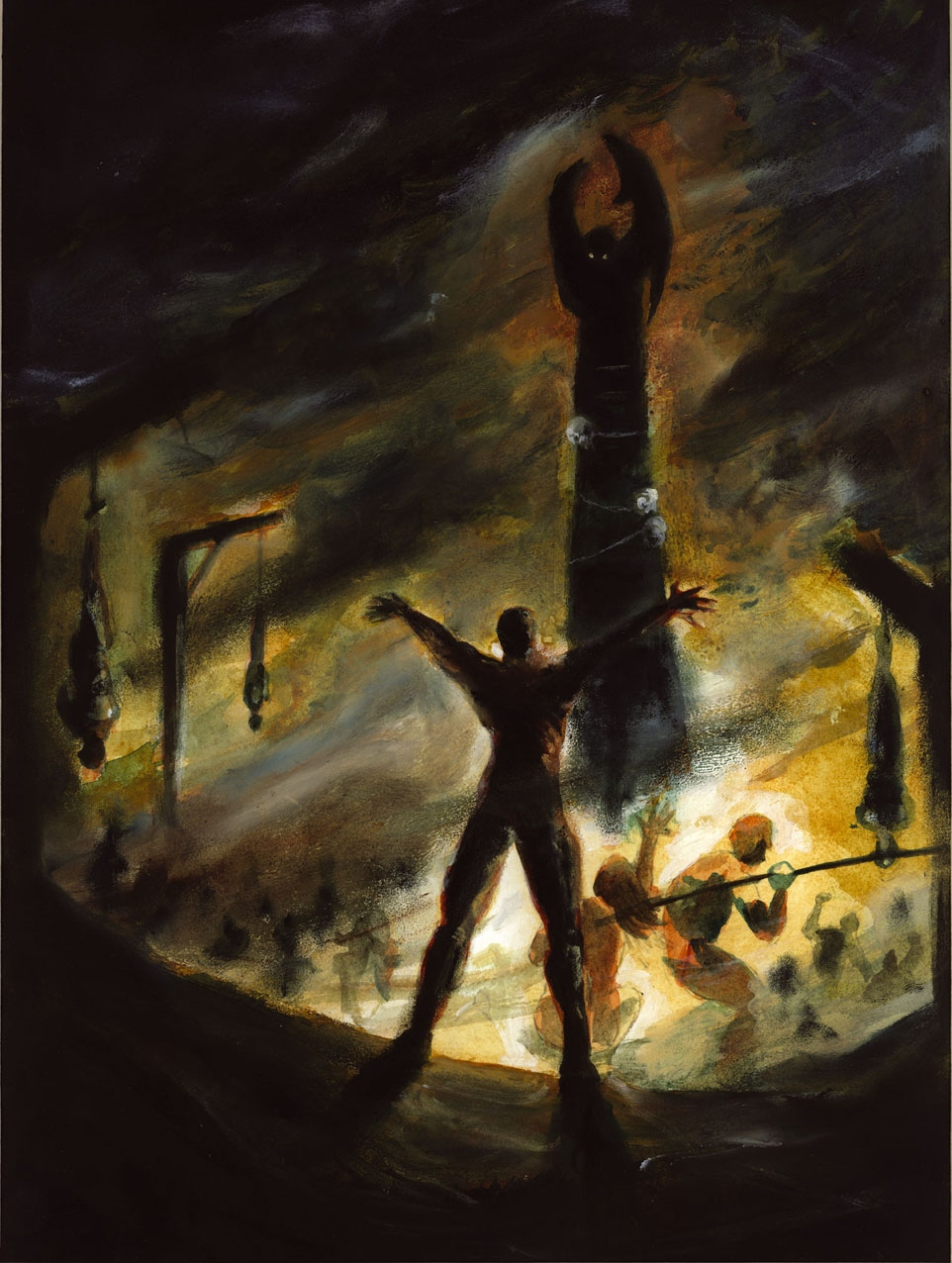
La secta de Cthulhu en el pantano de Luisiana,
ilustración de Gwabryel.

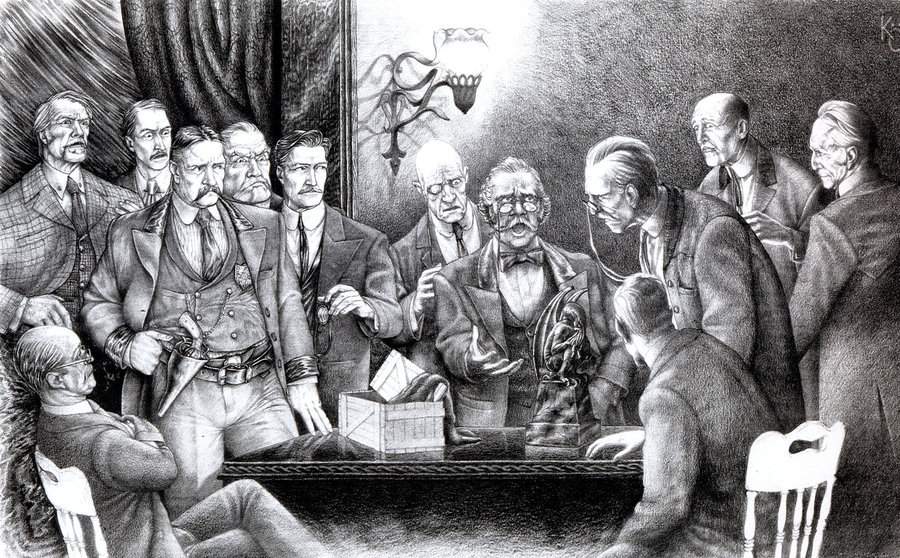
El inspector Legrasse somete la estatuilla de Cthulhu al examen de sabios eruditos,
ilustración de Korkut Öztekin para el relato.

La historia está compuesta por dos narrativas principales vinculadas por una tercera, la voz del «autor». Solo el autor es capaz de interpretar correctamente lo sucedido y es consciente de la importancia de la información que tiene en su poder, y va narrándolo siguiendo el orden en que él mismo fue descubriendo la verdad.
Comienza con la muerte de un eminente profesor de la Universidad Brown, Providence, y el estudio de los documentos con los que estaba trabajando. Estos incluyen un informe sobre un ataque perpetrado por una secta. Una investigación sobre los miembros de la secta saca a la luz algunas pistas sobre la horrorosa criatura que veneran, Cthulhu. Este ser, que supuestamente llegó con sus seguidores extraterrestres desde las estrellas millones de años antes de la aparición del Hombre, ahora descansa en un sueño profundo en su ciudad sumergida, R'lyeh.
La segunda parte de la historia empieza con el cuaderno de bitácora del primer oficial de un barco que descubre la ciudad hundida, pues ésta ha emergido a la superficie en el Océano Pacífico. La ciudad emergió porque «las estrellas eran propicias» y el tiempo para el despertar de Cthulhu y sus engendros había llegado.

## Legado
El relato propulsó los llamados mitos de Cthulhu, relatos y novelas basados en la idea de que ciertas criaturas de otros mundos, que vivieron en nuestro planeta en épocas remotas, desean reconquistar la Tierra.
Estas historias fueron un trabajo colectivo del denominado Círculo de Lovecraft, formado por el mismo Lovecraft y otros escritores como Clark Ashton Smith, Robert E. Howard, Robert Bloch, August Derleth y Frank Belknap Long, entre otros, la mayoría de ellos amigos o conocidos de Lovecraft. 
Este relato también dio nombre a un popular juego de rol basado en los relatos del llamado ciclo de los mitos de Cthulhu. El juego, titulado La llamada de Cthulhu (Call of Cthulhu en inglés), fue editado originalmente en Estados Unidos por Chaosium en 1981 y traducido al español por Joc Internacional en 1988.
Hay muchas referencias musicales sobre Cthulhu y los mitos, especialmente en el thrash metal:
- Nile. Existen innumerables referencias en sus múltiples álbumes, ambientados con mitología egipcia y sumeria.
- Metallica, The Call of Ktulu del álbum Ride the Lightning, The Thing That Should Not Be del álbum Master of Puppets y Dream No More del álbum Hardwired... To Self-Destruct.
- Gigatron, Cthulhu Piscinas del álbum The Aluminium Paper Album.
- Morbid Angel, muchas referencias en sus CD.
- Dark MooR, The Call, del álbum Shadowland.
- Fields of the Nephilim, múltiples referencias en el álbum del mismo nombre.
- Samael, The Rite of Cthulhu del álbum Worship Him.
- Cradle of Filth, Cthulhu Dawn del álbum Midian, y otras referencias a lo largo de todo su trabajo.
- Tom Smith, Cthulhu Child Care.
- The Darkest of the Hillside Thickets, múltiples referencias.
- Therion, Cthulhu, del álbum Beyond Sanctorum.
- Draconian, Cthulu Rising proveniente del álbum Dark Oceans We Cry.
- Poema Arcanus, R'lyeh, del álbum Arcane XIII.
- Mercyful Fate, The Mad Arab del álbum Time y Kutulu (The Mad Arab Part Two), del álbum Into The Unknown.
- Aarni The Black Keyes (of R'lyeh) de su primer demo lanzado en 2001.
- Cthulhu aparece varias veces como personaje en el cómic El joven Lovecraft.
- Ktulu, grupo español de thrash metal.
- Vader, 'R'lyeh' del disco Sothis.
- Ossadogva, Black Metal de Ukrania, Gates To the Yog-Sothoth.
- Deadmau5, Cthulhu Sleeps.
- Unaussprechlichen Kulten, banda chilena de death metal, a lo largo de todo su trabajo.
- The Beast Remade, banda mexicana de Wicked Death Metal en su álbum 'Worship The Beast', tiene como portada, una ilustración de Cthulhu. Además de una canción con el mismo nombre.
- Iron Maiden, en la portada del disco Live After Death, en la tumba de "Eddie" se lee un verso de este libro.

Los escritos de H.P. Lovecraft también sirvieron de fuente de inspiración del juego para P.C. llamado Call of Cthulhu: Dark corners of the Earth del 2005. En este juego se respetó al máximo el espíritu de sus relatos, sumergiendo al jugador en un mundo oscuro y macabro, para descubrir la verdad sobre Dagón.
También, el videojuego de rol multijugador masivo en línea World of Warcraft basa uno de sus personajes (el Dios Antiguo C'Thun) en Cthulhu.
La Sociedad Histórica Lovecraft realizó una adaptación fílmica sobre el relato, que se estrenó a mediados del 2005: La llamada de Cthulhu.
La empresa desarrolladora de videojuegos Cyanide adaptó el juego de rol de mesa "La Llamada de Cthulhu" de 1981, elaborando un videojuego para un solo jugador en el género de rol y terror y supervivencia, lanzándolo el 30 de octubre de 2018 con el nombre de Call of Cthulhu.